# Finale de la Coupe d'Afrique des nations de football 2006
Navigation
Finale de la CAN
2004 Finale de la CAN
2008
La finale de la CAN 2006 a été un match de football qui a eu lieu le 10 février 2006 au Stade International du Caire au Caire, en Égypte, pour déterminer le vainqueur de la Coupe d'Afrique des Nations 2006, le championnat de football de l'Afrique organisée par la CAF.
L'Égypte a remporté le titre pour la cinquième fois en battant la Côte d'Ivoire 4-2 aux tirs au but

## Feuille de match
| 10 février 2006           | Égypte                                          | 0 - 0             | Côte d'Ivoire                       | Stade international du Caire Caire, Égypte    |                                               |
| Historique des rencontres |                                                 | (0 - 0)           |                                     | Spectateurs : 80,000 Arbitrage : Mourad Daami | Spectateurs : 80,000 Arbitrage : Mourad Daami |
| Historique des rencontres | rapport                                         |                   |                                     | Spectateurs : 80,000 Arbitrage : Mourad Daami | Spectateurs : 80,000 Arbitrage : Mourad Daami |
| Historique des rencontres | A. Hassan · Abdelwahab · Ali · Zaki · Aboutrika | Tirs au but 4 - 2 | Drogba · K. Touré · B. Koné · Eboué | Spectateurs : 80,000 Arbitrage : Mourad Daami | Spectateurs : 80,000 Arbitrage : Mourad Daami |

| Egypte | Côte d'Ivoire |

| Égypte :        |    |                     |  |      |
|                 |    |                     |  |      |
| Gardien de but  | 1  | Essam El-Hadary     |  |      |
|                 | 4  | Ibrahim Said        |  | 113e |
|                 | 5  | Abdul-Zaher Al-Saka |  |      |
|                 | 20 | Wael Gomaa          |  | 21e  |
|                 | 12 | Mohamed Barakat     |  |      |
|                 | 11 | Mohamed Shawky      |  |      |
|                 | 17 | Ahmed Hassan        |  |      |
|                 | 3  | Mohamed Abdelwahab  |  |      |
|                 | 22 | Mohamed Aboutrika   |  |      |
|                 | 10 | Emad Moteab         |  | 81e  |
|                 | 19 | Amr Zaki            |  |      |
| Remplaçants :   |    |                     |  |      |
|                 | 7  | Ahmed Fathi         |  | 21e  |
|                 | 6  | Hassan Mostafa      |  | 81e  |
|                 | 14 | Abdel-Halim Ali     |  | 113e |
| Sélectionneur : |    |                     |  |      |
| Hassan Shehata  |    |                     |  |      |

| Côte d'Ivoire : |    |                    |     |     |        |
|                 |    |                    |     |     |        |
| Gardien de but  | 1  | Jean-Jacques Tizié |     |     | Averti |
|                 | 3  | Arthur Boka        |     |     |        |
|                 | 4  | Kolo Touré         |     |     |        |
|                 | 6  | Blaise Kouassi     |     |     | Averti |
|                 | 19 | Yaya Touré         |     | 91e |        |
|                 | 21 | Emmanuel Eboué     |     |     | Averti |
|                 | 2  | Kanga Akalé        | 60e |     | Averti |
|                 | 5  | Didier Zokora      |     |     |        |
|                 | 7  | Emerse Faé         |     |     |        |
|                 | 9  | Arouna Koné        |     |     |        |
|                 | 11 | Didier Drogba      |     |     |        |
| Remplaçants :   |    |                    |     |     |        |
|                 | 8  | Bonaventure Kalou  |     | 60e |        |
|                 | 14 | Bakari Koné        |     | 91e |        |
| Sélectionneur : |    |                    |     |     |        |
| Henri Michel    |    |                    |     |     |        |

| Assistants : Celestin Ntagungira Ibrahim Djezzar |